# 영원한 전우
영원한 전우(러시아어: Секунда на подвиг)는 1985년 엘도르 우라즈바예프 감독의 소련-조선민주주의인민공화국 합작 2부작 군사 역사 영화이다. 이 영화는 한국어 이름의 번역인 잊을 수 없는 동지로도 알려져 있다. 이 영화는 1946년 3월 1일 평양 집회에서 김일성을 향해 던져진 수류탄으로부터 그를 구한 소련군 야코프 노비첸코 중위의 위업에 대한 이야기이다.

## 줄거리
1945년 8월 일본 지배로부터 북한이 해방된 후, 야코프 노비첸코 소위는 폐허가 된 나라를 재건하는 것을 돕기 위해 한국에 머무른다. 그러나 나라는 여전히 불안하다. 권력과 재산을 잃은 부르주아 한국인들은 미국 군사 고문들과 함께 김일성을 전복시키려는 음모를 꾸미고 있다.
1946년 3월 1일, 일제강점기에 대항한 3·1 운동 27주년을 기념하는 집회가 평양시에서 열린다. 집회에서 북조선림시인민위원회 위원장 김일성이 연설을 시작한다. 갑자기 공모자 중 한 명이 그를 향해 수류탄을 던진다. 노비첸코 소위는 재빨리 그에게 달려가 수류탄을 손에 쥐고 어디에 던져야 할지 모른 채 몸으로 그 위에 엎드린다. 수류탄이 폭발하지만, 소련군 장교가 우연히 코트 아래에 놓아둔 책이 그의 생명을 구한다. 심각하게 부상당한 노비첸코는 동지들에 의해 옮겨지고, 김일성은 연설을 계속한다. 집회는 계속되고 음모는 실패한다.
의사들은 야코프 노비첸코의 생명을 구하지만, 그는 오른손을 잃는다. 영화는 그가 1984년에 북한을 방문하는 것으로 끝난다.

## 개봉
이 영화는 1985년 8월 11일 특별 시사회에서 북한 고위 인사들에게 상영되었다. 국방상 오진우가 시사회에 참석했다.

## 출연진
- 안드레이 마르티노프 – 야코프 노비첸코
- 최창수 – 리창혁
- 올레그 아노프리예프 – 구렌코
- 정영희 – 조순영
- 리성광 – 조광세
- 리영일 (리영일) – 김일성 (크레딧 미표기)
- 나탈리야 아린바사로바 – 간호사
- 이리나 셰브추크 – 마리아 노비첸코
- 마리나 류토바 – 라이사 노비첸코
- 임미영 – 조순애
- 박창윤 – 권덕술
- 리근우 – 김책
- 블라디미르 안토니크 – 이반 노비첸코
- 뱌체슬라프 바라노프 – 페치킨
- 강원숙 (강원숙) – 권현택 (크레딧 미표기)
- 임인곤 – 고달민
- 빅토르 필리포프 – 보비르
- 블라디미르 페라폰토프 – 사모킨
- 알렉산드르 벨랴프스키 – 치스탸코프
- 유리 사란체프 – 로마넨코
- 바딤 자카르첸코 – 주치의
- 바딤 그라쵸프 – 메레츠코프 원수
- 한진섭 – 오성칠